# Dan Carden
Daniel Joseph Carden (sinh ngày 28 tháng 10 năm 1986) là một chính khách của Đảng Lao động Anh, phục vụ như một Nghị sĩ Quốc hội (MP) cho Liverpool Walton kể từ năm 2017.

## Tuổi thơ và sự nghiệp
Carden đã tự mô tả mình là một "Scouser tự hào", sinh ra và lớn lên ở Liverpool. Mẹ ông làm việc trong NHS hơn 40 năm. Cha của ông, Mike Carden, là người quản lý cửa hàng trong cuộc tranh chấp bến tàu Liverpool trong những năm 1990, và bị thất nghiệp trong bảy năm sau khi bị sa thải vì từ chối vượt qua một đường dây nhặt. Trong bài phát biểu đầu tiên của mình, Carden nhớ lại: "Từ năm 8 tuổi, tôi đã đứng trên hàng rào, và tôi tự hào khi đứng cạnh các công nhân trong cuộc đấu tranh ngày hôm nay với tư cách là một nghị sĩ khi tôi còn là một đứa trẻ".
Giáo dục trung học của ông là tại St Edward's College ở West Derby (OE 1998–2005), nơi ông là Head Boy. Ông tiếp tục học Cử nhân Quan hệ Quốc tế tại Trường Kinh tế Luân Đôn, nơi ông cũng là Chủ tịch Câu lạc bộ Lao động Đại học.
Trước khi trở thành MP, Carden làm việc như một caseworker và với Len McCluskey tại Unite.

## Đời tư
Carden là người đồng tính. Ông là một người ủng hộ Liverpool F.C. và một người ủng hộ hoạt động của người hâm mộ bóng đá, bao gồm cả người hâm mộ sáng kiến ủng hộ Liverpool và Everton ủng hộ Foodbanks.